# Карачаевский район

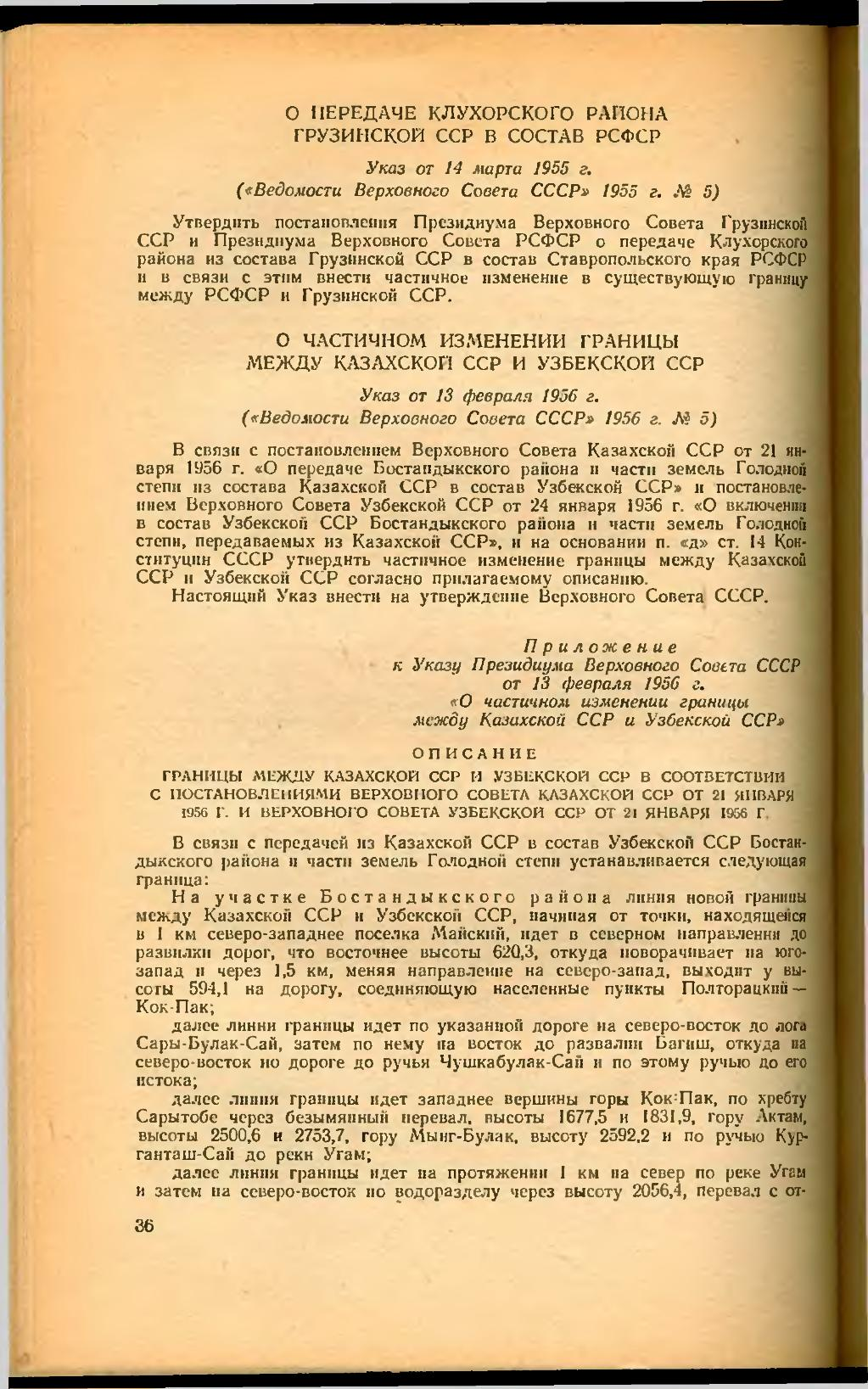
Указ Президиума Верховного Совета СССР о передаче Клухорского района в РСФСР

Карача́евский райо́н — административно-территориальная единица и муниципальное образование (муниципальный район) в Карачаево-Черкесской Республике Российской Федерации.
Административный центр — город Карачаевск (не входит в состав района).

## География
Район расположен в горной части республики между Главным Кавказским и Скалистым хребтами. Площадь района составляет 3917,24 км² (с 2010 года).
Высшая точка — западная вершина горы Эльбрус (5642 м), на территории района также расположена вершина Домбай-Ульген (4046 м) — высшая точка Западного Кавказа.

## История
В результате упразднения Карачаевской автономной области в 1943 году, в связи с депортацией карачаевцев, два района упраздняемой области (Микояновский и Учкуланский), приблизительно соответствовавшие нынешнему Карачаевскому району, были переданы в состав Грузинской ССР, где они образовали Клухорский район.
14 марта 1955 года Указом Президиума ВС СССР Клухорский район был передан из Грузинской ССР в состав Ставропольского края.
12 января 1957 года Клухорский район переименован в Карачаевский. В тот же день Черкесская автономная область была преобразована в Карачаево-Черкесскую АО в составе Ставропольского края. Ей были также переданы Зеленчукский, Карачаевский и Усть-Джегутинский районы Ставропольского края.
1 февраля 1963 года были образованы вместо существующих 6 сельских районов: Адыге-Хабльский (центр аул Адыге-Хабль), Зеленчукский (центр станица Зеленчукская), Карачаевский (центр город Карачаевск), Малокарачаевский (центр село Учкекен), Прикубанский (центр станица Усть-Джегутинская), Хабезский (центр аул Хабез).
12 января 1965 года Президиум Верховного Совета РСФСР постановил:
- образовать Урупский район — центр станица Преградная;
- упразднить Урупский промышленный район Карачаево-Черкесской автономной области;
- Адыге-Хабльский, Зеленчукский, Карачаевский, Малокарачаевский, Прикубанский и Хабезский сельские районы Карачаево-Черкесской автономной области преобразовать в районы.

## Население
| 1970    | 1979    | 1989    | 2002    | 2010    | 2011    | 2012    | 2013    | 2014    |
| ------- | ------- | ------- | ------- | ------- | ------- | ------- | ------- | ------- |
| 30 957  | ↘22 360 | ↗24 895 | ↗26 255 | ↗30 376 | →30 376 | ↗31 060 | ↗31 984 | ↗32 247 |
| 2015    | 2016    | 2017    | 2018    | 2019    | 2020    | 2021    | 2023    | 2024    |
| ↘32 003 | ↘31 804 | ↗31 855 | ↘31 835 | ↘31 697 | ↘31 601 | ↘31 486 | ↘31 305 | ↘31 278 |
| 2025    |         |         |         |         |         |         |         |         |
| ↘31 267 |         |         |         |         |         |         |         |         |

Согласно прогнозу Минэкономразвития России, численность населения будет составлять:
- 2024 год — 31,36 тыс. чел.
- 2035 год — 29,38 тыс. чел.

### Урбанизация
Городское население (пгт Новый Карачай и Правокубанский) составляет 20,86 % от всего населения района.

### Национальный состав
| Народ                 | Численность в 2002 году, чел. | Численность в 2010 году, чел. |
| --------------------- | ----------------------------- | ----------------------------- |
| Карачаевцы            | 22 127 (84,3 %)               | 25 882 (85,7 %)               |
| Черкесы               | 1 121 (4,3 %)                 | 1 526 (5,05 %)                |
| Осетины               | 1 388 (5,3 %)                 | 1 484 (4,91 %)                |
| Русские               | 1 135 (4,3 %)                 | 1 015 (3,36 %)                |
| Абазины               | 109 (0,4 %)                   | 46 (0,15 %)                   |
| Татары                | 43 (0,2 %)                    | 29 (0,10 %)                   |
| Армяне                | 26 (0,1 %)                    | 27 (0,09 %)                   |
| Украинцы              | 41 (0,2 %)                    | 21 (0,07 %)                   |
| Балкарцы              | 16 (0,1 %)                    | 16 (0,05 %)                   |
| Ногайцы               | 12 (<0,1 %)                   | 15 (0,05 %)                   |
| другие национальности | 237 (0,9 %)                   | 138 (0,46 %)                  |

По итогам переписи населения 2020 года проживали следующие национальности (национальности менее 1 % и другое, см. в сноске к строке «Другие»):
| Национальность | Численность, чел. | Доля     |
| -------------- | ----------------- | -------- |
| Карачаевцы     | 27 395            | 87,01 %  |
| Осетины        | 1332              | 4,23 %   |
| Черкесы        | 1324              | 4,20 %   |
| Русские        | 951               | 3,02 %   |
| Другие         | 484               | 1,54 %   |
| Итого          | 31 486            | 100,00 % |

## Муниципальное устройство
В Карачаевский муниципальный район входят 15 муниципальных образований, в том числе 2 городских и 13 сельских поселений:
| №        | Муниципальное образование | Административный центр      | Количество населённых пунктов | Население (чел.) | Площадь (км²) |
| -------- | ------------------------- | --------------------------- | ----------------------------- | ---------------- | ------------- |
| 1e-06    | Городские поселения       |                             |                               |                  |               |
| 1        | Ново-Карачаевское         | пгт Новый Карачай           | 1                             | ↘3169            | 80,00         |
| 2        | Правокубанское            | пгт Правокубанский          | 1                             | ↗3309            | 1,24          |
| 2.000002 | Сельские поселения        |                             |                               |                  |               |
| 3        | Верхне-Маринское          | аул Верхняя Мара            | 1                             | ↘1926            | 110,00        |
| 4        | Верхне-Тебердинское       | аул Верхняя Теберда         | 1                             | ↗2471            | 1090,00       |
| 5        | Джингирикское             | аул Джингирик               | 1                             | ↘1069            | 58,00         |
| 6        | Каменномостское           | аул Каменномост             | 1                             | ↘3223            | 210,00        |
| 7        | Карт-Джуртское            | аул Карт-Джурт              | 1                             | ↗1003            | 260,00        |
| 8        | Коста-Хетагуровское       | село имени Коста Хетагурова | 2                             | ↗2887            | 24,00         |
| 9        | Кумышское                 | аул Кумыш                   | 1                             | ↗5127            | 72,00         |
| 10       | Нижне-Маринское           | аул Нижняя Мара             | 1                             | ↘657             | 60,00         |
| 11       | Нижне-Тебердинское        | аул Нижняя Теберда          | 1                             | ↘1216            | 110,00        |
| 12       | Ново-Тебердинское         | аул Новая Теберда           | 1                             | ↘765             | 70,00         |
| 13       | Учкуланское               | аул Учкулан                 | 2                             | ↘1364            | 870,00        |
| 14       | Хумаринское               | аул Хумара                  | 3                             | ↘1629            | 52,00         |
| 15       | Хурзукское                | аул Хурзук                  | 1                             | ↘1428            | 850,00        |

## Населённые пункты
В Карачаевском районе 19 населённых пунктов, в том числе 2 городских населённых пункта (посёлка городского типа) и 17 сельских населённых пунктов.
| №  | Населённый пункт       | Тип     | Население | Муниципальное образование              |
| -- | ---------------------- | ------- | --------- | -------------------------------------- |
| 1  | Белая Гора             | посёлок | ↗204      | Хумаринское сельское поселение         |
| 2  | Верхний Учкулан        | аул     | ↘347      | Учкуланское сельское поселение         |
| 3  | Верхняя Мара           | аул     | ↘1913     | Верхне-Маринское сельское поселение    |
| 4  | Верхняя Теберда        | аул     | ↗2471     | Верхне-Тебердинское сельское поселение |
| 5  | Восток                 | хутор   | ↗62       | Коста-Хетагуровское сельское поселение |
| 6  | Джингирик              | аул     | ↘1069     | Джингирикское сельское поселение       |
| 7  | имени Коста Хетагурова | село    | ↗2769     | Коста-Хетагуровское сельское поселение |
| 8  | Каменномост            | аул     | ↘3223     | Каменномостское сельское поселение     |
| 9  | Карт-Джурт             | аул     | ↗1003     | Карт-Джуртское сельское поселение      |
| 10 | Кубрань                | посёлок | ↘52       | Хумаринское сельское поселение         |
| 11 | Кумыш                  | аул     | ↗5154     | Кумышское сельское поселение           |
| 12 | Нижняя Мара            | аул     | ↘654      | Нижне-Маринское сельское поселение     |
| 13 | Нижняя Теберда         | аул     | ↗1202     | Нижне-Тебердинское сельское поселение  |
| 14 | Новая Теберда          | аул     | ↘765      | Ново-Тебердинское сельское поселение   |
| 15 | Новый Карачай          | пгт     | ↘3191     | Ново-Карачаевское городское поселение  |
| 16 | Правокубанский         | пгт     | ↗3330     | Правокубанское городское поселение     |
| 17 | Учкулан                | аул     | ↗1057     | Учкуланское сельское поселение         |
| 18 | Хумара                 | аул     | ↘1425     | Хумаринское сельское поселение         |
| 19 | Хурзук                 | аул     | ↗1412     | Хурзукское сельское поселение          |

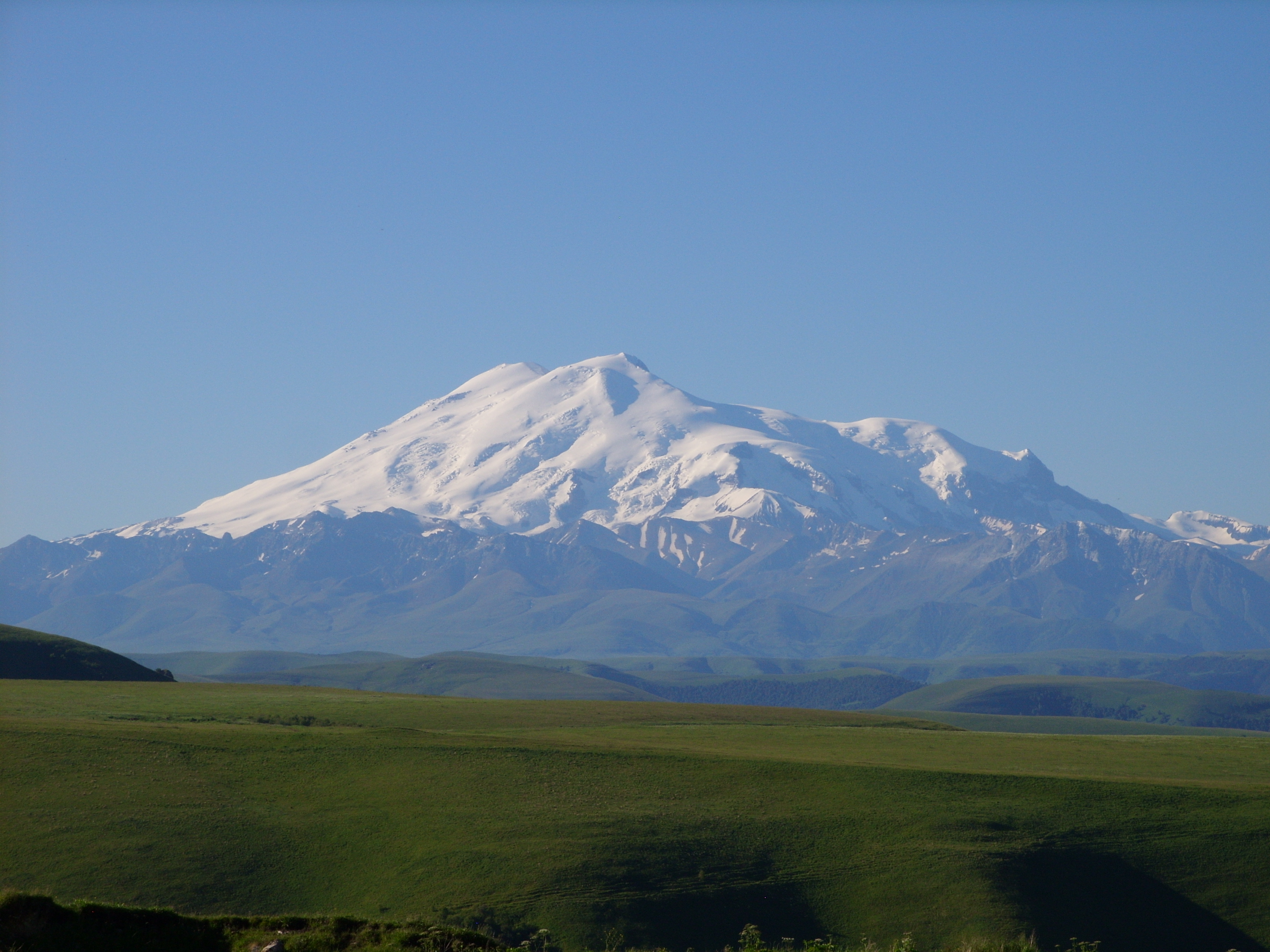
Вид на Эльбрус с перевала Гумбаши
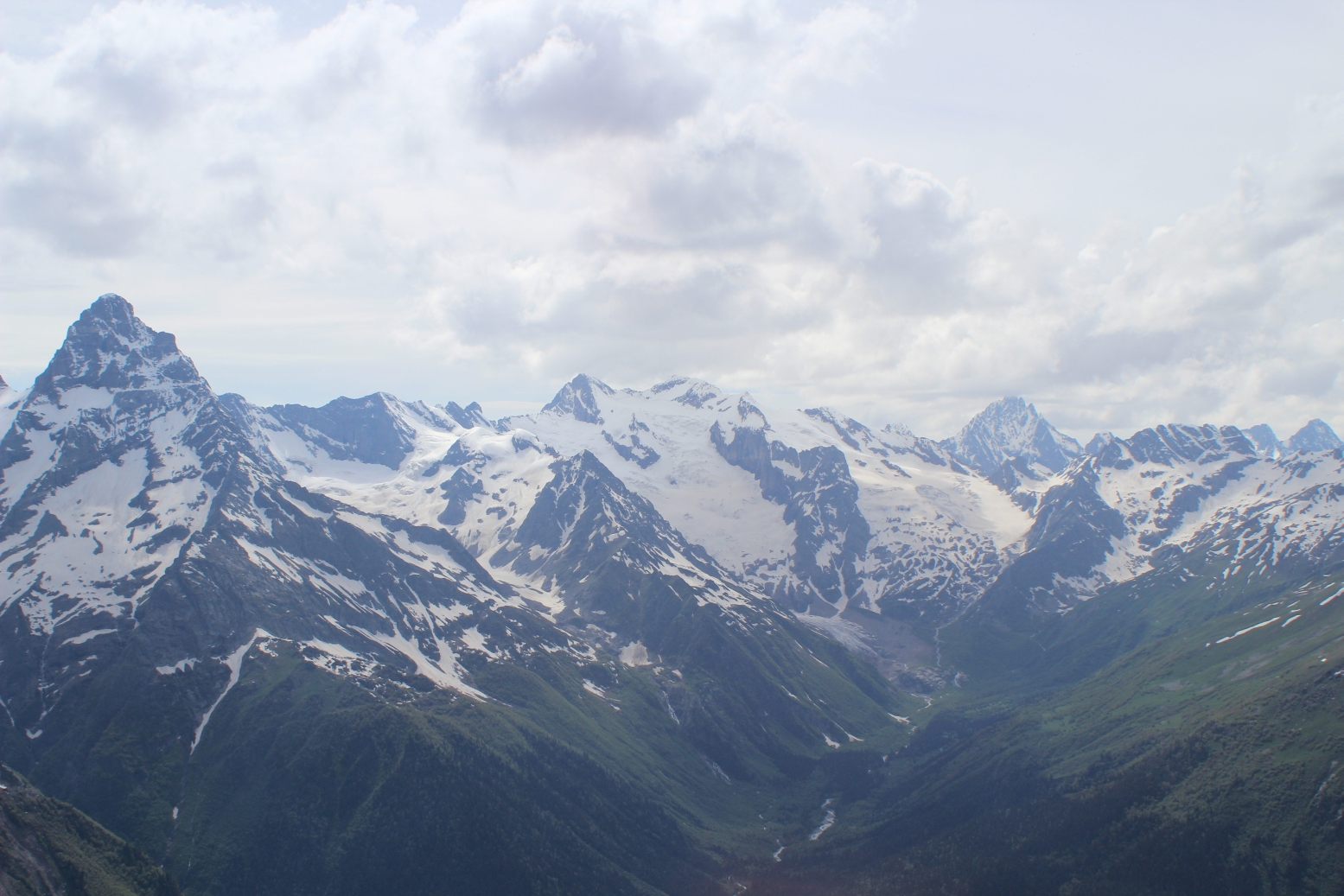
Домбай-Ульген
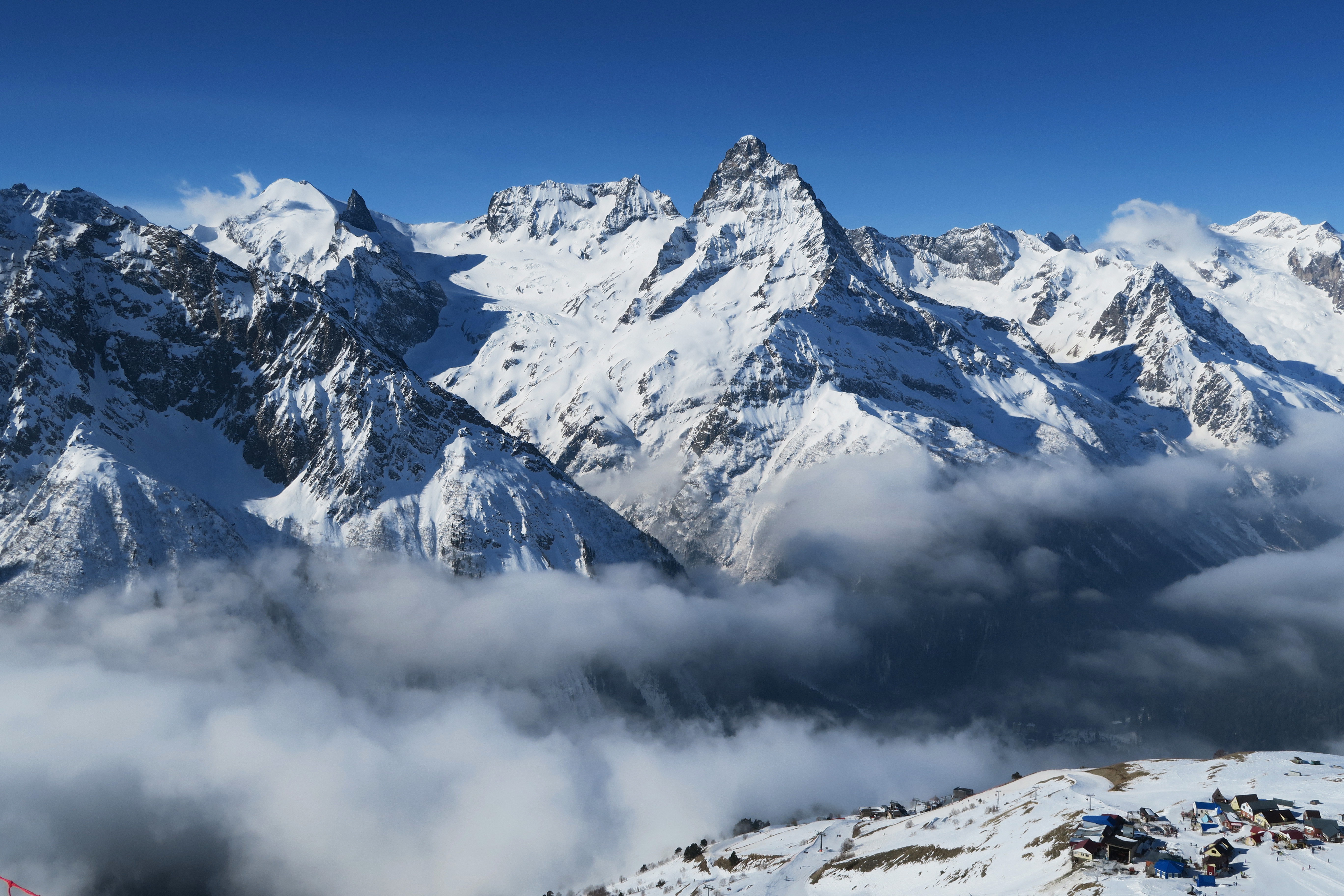
Гора Белалакая
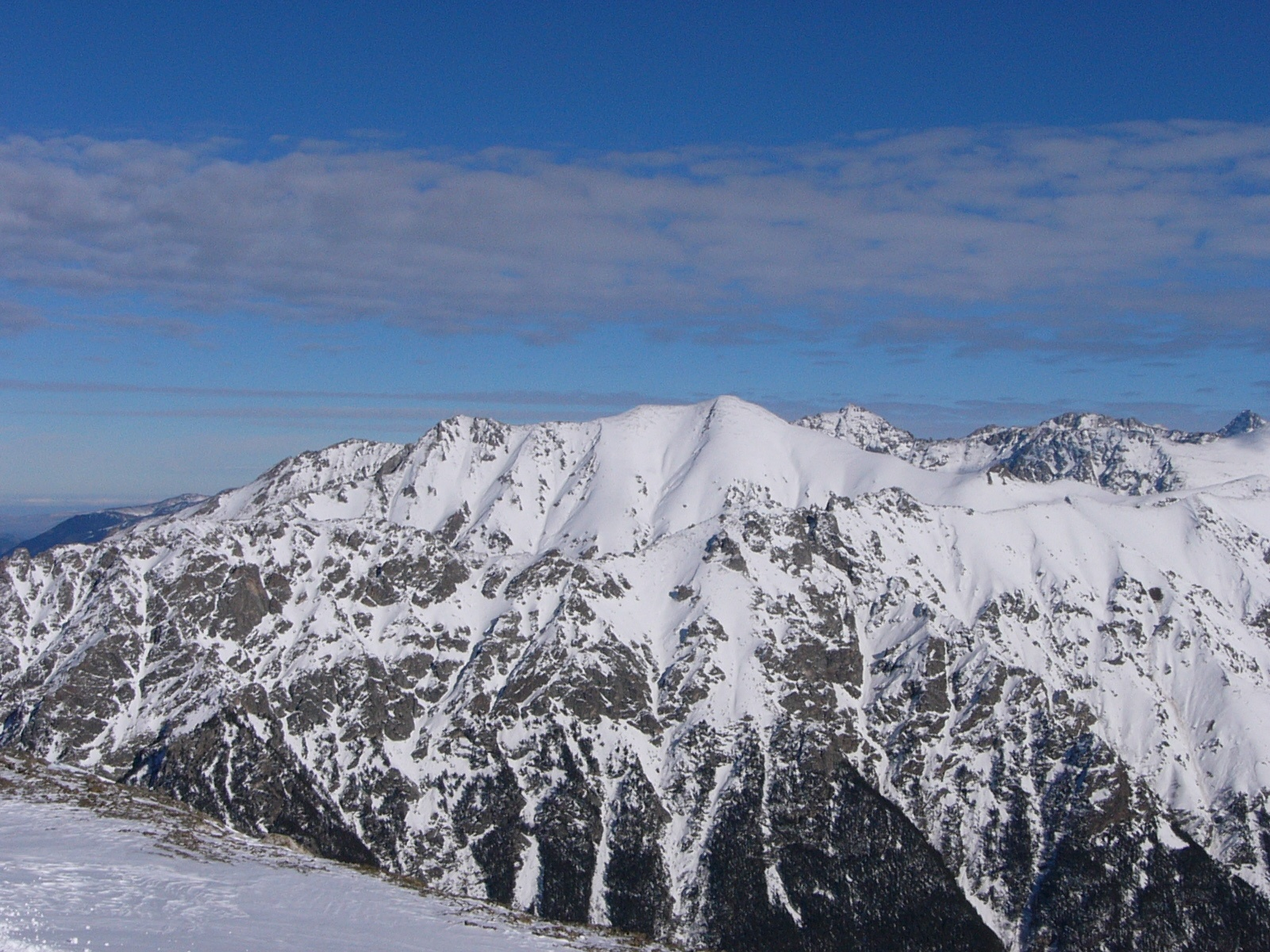
Главный Кавказский хребет
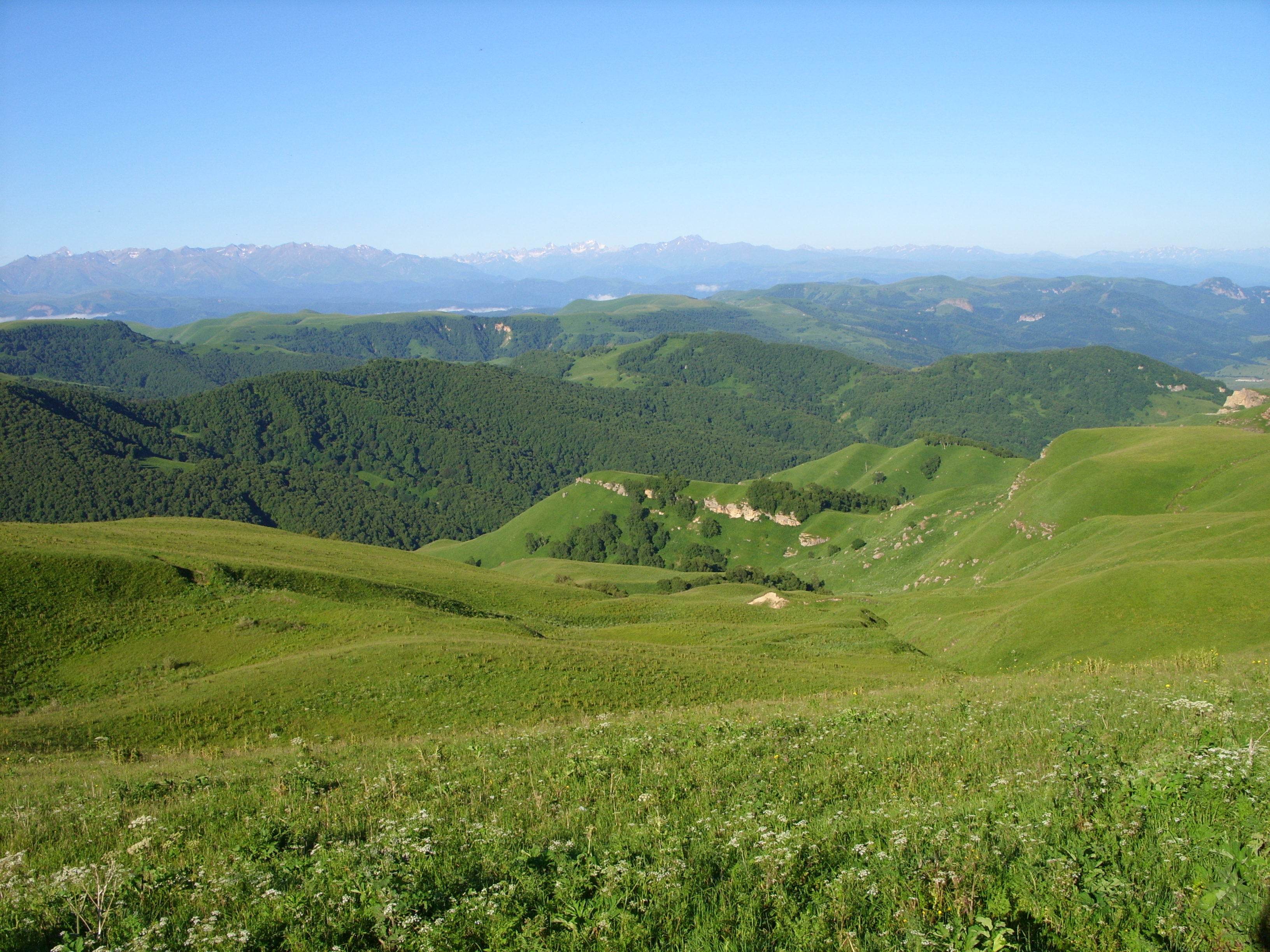
На перевале Гумбаши
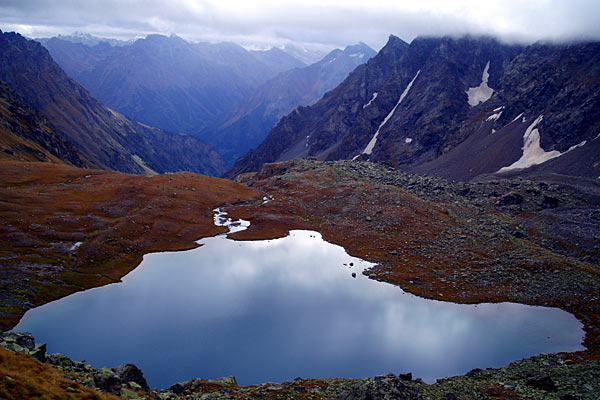
Хаджибейское озеро
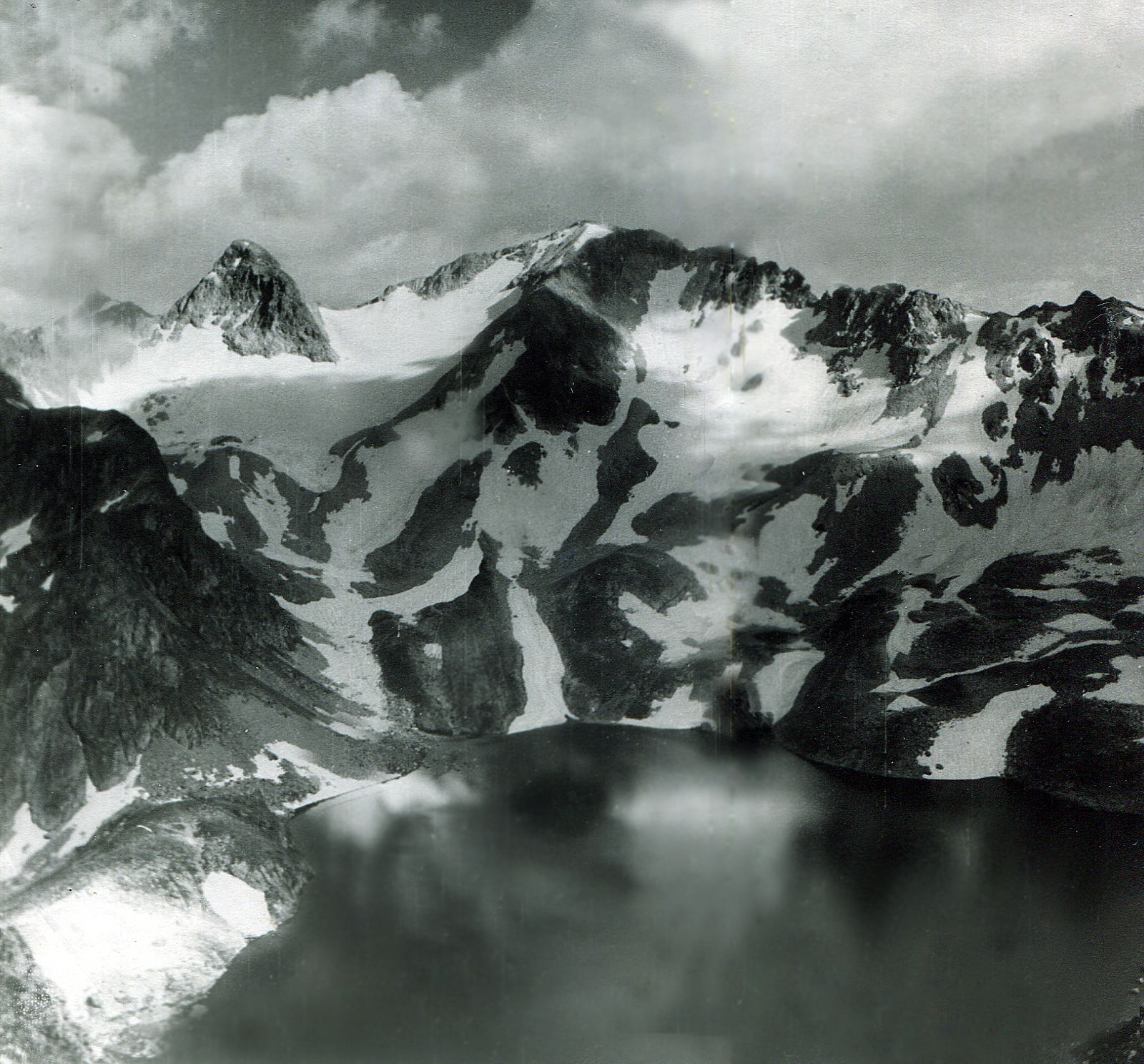
Одно из Муруджинских озёр, 1958 год
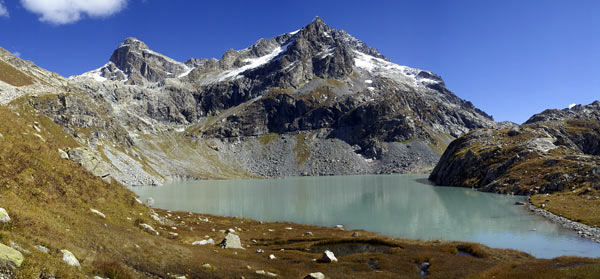
Клухорское озеро

## Комментарии
1. ↑  Только указавшие национальность. Число не указавших национальную принадлежность по району — 177 человек. Процент рассчитан от числа указавших национальность, а не от общей численности населения района.